# Theridion argentatulum
Theridion argentatulum là một loài nhện trong họ Theridiidae.
Loài này thuộc chi Theridion. Theridion argentatulum được Carl Friedrich Roewer miêu tả năm 1942.